# Mesothen meridensis
Mesothen meridensis là một loài bướm đêm thuộc phân họ Arctiinae, họ Erebidae.